# Do You Know the Way to San Jose
Do You Know the Way to San Jose è un singolo della cantante e attrice statunitense Dionne Warwick, pubblicato nel 1968. Il brano è stato scritto e prodotto da Burt Bacharach e Hal David ed è inserito nell'album Dionne Warwick in Valley of the Dolls. Inoltre l'artista ha conquistato con questa canzone il Grammy Award alla miglior interpretazione vocale femminile pop.

## Tracce
- 7"

1. Do You Know the Way to San Jose
2. Let Me Be Lonely

## Cover
Tra gli artisti che hanno inciso o interpretato una cover del brano vi sono Connie Francis, Rita Reys, The George Shearing Quintet, The Avalanches, The Temptations & The Supremes, Neil Diamond, Frankie Goes to Hollywood, Nancy Sinatra e Jim O'Rourke.